# The Golden Wall
The Golden Wall er en amerikansk stumfilm fra 1918 af Dell Henderson.

## Medvirkende
- Carlyle Blackwell som Charles de la Fontaine
- Evelyn Greeley som Marian Lathrop
- Johnny Hines som Frank Lathropp
- Winifred Leighton
- Madge Evans som Madge Lathroop